# ATP Buenos Aires 1981
L'ATP Buenos Aires 1981 è stato un torneo di tennis giocato sulla terra rossa. È stata la 53ª edizione del torneo, che fa parte del Volvo Grand Prix 1981.Si è giocato a Buenos Aires in Argentina dal 16 al 22 novembre 1981.

## Campioni

### Singolare maschile
Ivan Lendl ha battuto in finale   Guillermo Vilas con il punteggio di 6–2, 6–2.

### Doppio maschile
Marcos Hocevar /  João Soares hanno battuto in finale   Álvaro Fillol /  Jaime Fillol con il punteggio di 7–6, 6–7, 6–4.